# Groupon
Groupon este o companie de cumpărături colective din Statele Unite ale Americii, care oferă cupoane și reduceri online.
Compania a fost lansată în noiembrie 2008 în Statele Unite ale Americii, iar în decembrie 2010 era deja prezentă în 36 de țări.
În octombrie 2010 avea 35 de milioane de utilizatori înregistrați.
În decembrie 2010, Groupon a refuzat o ofertă de preluare de către Google în valoare de 6 miliarde de dolari.
Dacă ar fi fost realizată, achiziția ar fi fost cea mai mare din istoria Google de până atunci.